# Politices kandidat
Politices kandidat, pol.kand., PK, är en kandidatexamen inom främst ämnena nationalekonomi eller statsvetenskap. På vissa platser kan den även beröra internationella relationer, statistik, kulturgeografi, freds- och konfliktkunskap, utvecklingsstudier eller rättsvetenskap.
Utbildningen omfattar 180 hp och särskilda pol.kand-program finns vid flera universitet i Sverige. Det inkluderar Göteborgs universitet, Högskolan Dalarna, Karlstads universitet, Linköpings universitet, Linnéuniversitetet, Luleå Tekniska Universitet, Lunds universitet, Mittuniversitetet, Stockholms universitet, Umeå universitet och Uppsala universitet.

## Examen
För politices kandidatexamen krävs 180 högskolepoäng, varav 90 högskolepoäng med successiv fördjupning i huvudområdet inklusive ett självständigt arbete (examensarbete) om 15 högskolepoäng i huvudområdet. Förutom detta kan ingå nationalekonomi, statsvetenskap, statistik och förvaltningsrätt som obligatoriska ämnen. Varje lärosäte bestämmer självt vad som gäller för denna examensbenämning.